# 第七軍團 (法國)
第七軍團（法語：7e armée）是法國陸軍的一支軍團，參加過第一次世界大战和第二次世界大战。。

## 歷任指揮官
第一次世界大戰：
- 亨利·皮茨（1914年12月8日至1915年4月2日）
- 路易·德·莫迪（1915年4月2日至1915年11月3日）
- 艾蒂安·德·維拉雷（1915年11月3日至1916年12月19日）
- 馬里·歐仁·德伯內（1916年12月19日至1917年4月4日）
- 安托萬·博舍龍·德·布瓦蘇迪（1917年4月4日至1918年10月15日）
- 喬治·安貝爾（1918年10月15日至1918年10月23日）
- 安托萬·德·米特里（1918年10月23日至停戰）

第二次世界大戰：
- 亨利·吉罗將軍（1939年9月2日至1940年5月17日）。
- 安德烈·科拉普將軍（1940年5月17日）。
- 奧貝爾·弗雷爾將軍（1940年5月17日至停戰）。